# Serhat Balcı
Serhat Balcı (se prononce [ˈseɾhat ˈbaɫdʒɯ], né le 15 mars 1982 à Üsküdar, Istanbul) est un lutteur turc, spécialiste de lutte libre dans les moins de 96 kg.